# Lennart Johansson
Nils Lennart Johansson (5. listopadu 1929 Stockholm, Švédsko – 4. června 2019) byl švédský fotbalový funkcionář.
Po dobu 17 let, v letech 1990–2007 vedl evropskou fotbalovou federaci UEFA. Pod jeho vedením byl Pohár mistrů evropských zemí transformován na Ligu mistrů UEFA. Měl také zásadní podíl na uspořádání Mistrovství Evropy ve fotbale 1992 v jeho rodném Švédsku. Předtím byl v letech 1985–1990 předsedou Švédského fotbalového svazu a ještě předtím, v letech 1967–1980, prezidentem klubu AIK Stockholm. Od roku 2001 se pohár, který přebírá vítěz švédské ligy, nazývá Pohár Lennarta Johanssona.